# Gretchen Fraser
Gretchen Claudia Fraser, z domu Kunigk (ur. 11 lutego 1919 w Tacoma, zm. 17 lutego 1994 w Sun Valley) – amerykańska narciarka alpejska, dwukrotna medalistka igrzysk olimpijskich i mistrzostw świata.

## Kariera
Największe sukcesy w karierze Gretchen Fraser osiągnęła w 1948 roku, kiedy podczas igrzysk olimpijskich w Sankt Moritz zdobyła dwa medale. Olimpijskie starty rozpoczęła od występu w biegu zjazdowym, który ukończyła na trzynastej pozycji. Wyniki zjazdu wykorzystane zostały w kombinacji, po pierwszej konkurencji Amerykanka traciła do prowadzącej Hedy Schlunegger ze Szwajcarii 8,8 sekundy. W slalomie do kombinacji uzyskała drugi wynik, co dało jej drugi łączny czas. Ostatecznie na podium rozdzieliła Austriaczki: Trude Beiser oraz Erikę Mahringer. Dzień później wystartowała w slalomie, w którym wygrała pierwszy przejazd, obejmując prowadzenie z przewagą 0,1 sekundy nad Mahringer. W drugim przejeździe była druga, co jednak wystarczyło jej do zwycięstwa, z przewagą 0,5 sekundy nad Szwajcarką Antoinette Meyer i 0,8 sekundy nad Eriką Mahringer. Slalom kobiet rozgrywano na igrzyskach po raz pierwszy w historii, Fraser została tym samym pierwszą mistrzynią olimpijską w tej konkurencji. Ponadto w 1941 roku wywalczyła mistrzostwo USA w kombinacji, a rok później była najlepsza w slalomie.

## Osiągnięcia

### Igrzyska olimpijskie
| Miejsce | Dzień    | Rok  | Miejscowość  | Konkurencja | Czas biegu | Strata    | Zwyciężczyni     |
| ------- | -------- | ---- | ------------ | ----------- | ---------- | --------- | ---------------- |
| 13.     | 2 lutego | 1948 | Sankt Moritz | Zjazd       | 2:28,3     | +8,8      | Hedy Schlunegger |
| 2.      | 4 lutego | 1948 | Sankt Moritz | Kombinacja  | 6,58 pkt   | +0,37 pkt | Trude Beiser     |
| 1.      | 5 lutego | 1948 | Sankt Moritz | Slalom      | 1:57,2     | -         | -                |

### Mistrzostwa świata
| Miejsce | Dzień    | Rok  | Miejscowość  | Konkurencja | Czas biegu | Strata    | Zwyciężczyni     |
| ------- | -------- | ---- | ------------ | ----------- | ---------- | --------- | ---------------- |
| 13.     | 2 lutego | 1948 | Sankt Moritz | Zjazd       | 2:28,3     | +8,8      | Hedy Schlunegger |
| 2.      | 4 lutego | 1948 | Sankt Moritz | Kombinacja  | 6,58 pkt   | +0,37 pkt | Trude Beiser     |
| 1.      | 5 lutego | 1948 | Sankt Moritz | Slalom      | 1:57,2     | -         | -                |